# Manchester Trophy 2003
Il Manchester Trophy 2003 è stato un torneo di tennis facente parte della categoria ATP Challenger Series nell'ambito dell'ATP Challenger Series 2003. Il torneo si è giocato a Manchester in Gran Bretagna dal 15 al 20 luglio 2003 su campi in erba.

## Vincitori

### Singolare
Nicolas Mahut ha battuto in finale  Gilles Elseneer con il punteggio di 6–3, 7–6(5)

### Doppio
Martin Lee /  Arvind Parmar hanno battuto in finale  Daniel Kiernan /  David Sherwood con il punteggio di 6–3, 2–6, 6–2